# سلافيكا إيكلستون
سلافيكا إيكلستون (بالإنجليزية: Slavica Ecclestone) أو المعروفة باسم راديتش (من مواليد 2 يونيو 1958) هي عارضة أزياء كرواتية والزوجة السابقة للرئيس التنفيذي السابق للفورمولا وان بيرني إيكلستون.

## النشأة
وُلدت إيكلستون في رييكا، بجمهورية يوغوسلافيا الاشتراكية الاتحادية حيث استقر والداها الصربيين - جوفي راديتش وليوبيكا ماليتش من ماجلاجاني وريجاني، على التوالي وهما قريتان داخل بلدية لاكتاشي، في البوسنة والهرسك قبل فترة قصيرة من ولادتها بحثًا عن فرص عمل موسعة. سرعان ما انتقلت العائلة إلى شمال البوسنة، حيث قضت سلافيكا معظم طفولتها في ماجلاجاني، قرية والدها. بعد أن تطلّق والداها عندما كانت تبلغ من العمر 7 سنوات فقط، ترعرعت سلافيا مع والدتها ليوبيكا، التي علمتها «لا تفعلين لشخص آخر ما لا تريدين أن يحدث لك».

## حياته العملية
عملت سلافيكا في مسيرتها المهنية المبكرة كعارضة للأزياء العالمية لعدد من المصممين الرائدين، بما في ذلك المصمم أرماني. التقت سلافيا ببيرني إكليستون أثناء عملها في حدث ترويجي للفورمولا وان لأرماني في سباق جائزة إيطاليا الكبرى 1982 في مونزا.
لاحق بيرني سلافيكا على الرغم من اختلاف السن 28 سنة، وحاجز اللغة (إذ تتحدث سلافيا الكرواتية والإيطالية، بينما يتحدث هو فقط باللغة الإنجليزية)، واختلاف الطول بينهما، إذ كان طول سلافيكا 6 أقدام و 2 بوصة (1.88 م)، بينما بلغ طول إكليستون 5 أقدام و 2 بوصة فقط (1.59 مترًا).

## حياتها الشخصية
أنجبت سلافيكا من زواجها، ابنتان، تمارا (من مواليد عام 1984) وبترا (من مواليد عام 1988)، وأربعة أحفاد.
تقدمت سلافيكا في نوفمبر 2008 بطلب الطلاق بعد 23 سنة من الزواج.
وحصلت على حكم بالطلاق في 11 مارس 2009. تصدرت سلافيا قائمة «صنداي نيوز» لصحيفة «صنداي تايمز» في فئة «أغنى المطلقات» بعد أن تم تقدير ثروتها بـ 740 مليون جنيه إسترليني.